# てつや (リポーター)
てつやは、日本の男性タレント、リポーター、ディスクジョッキー、司会者、自称ユーモアセラピスト。別名義は耕笑園 てつや（こうしょうえん てつや）。
現在は湊川公園のミナエンビル地下１階でライブバー（キーウェスト）を経営している。

## 略歴
1962年生まれの兵庫県神戸市出身。さそり座で、血液型はO型。
地元・兵庫県を拠点にして、主にリポーターとして活躍していた。
その後は自身の独自取材を使った番組を企画、同番組のパーソナリティーを務めた。
現在は、タレントやリポーター、ラジオのDJなどで活躍する他、多くのイベントでの司会を行ったり、講演活動などにも精を出している。
サンテレビやラジオ関西への出演が多い。
他方では、NPO法人「ユーモアらいふHyogo」を設立。「ユーモアセラピスト」を自称し、福祉や地域交流、男女参画、メンタルヘルス等幅広い分野での活動を展開している。

## 主な出演番組
テレビ
- ふるさとステーション（サンテレビ）
- 金曜いきいきタイム（サンテレビ）
- ひょうご寄席（サンテレビ）

ラジオ
- てつやの爆談放送（ラジオ関西）
- ニュース大通り（ラジオ関西）
- 週刊きいてごラジろう（ラジオ関西）
- ミュージックウェーブラジオ関西）
- てつやの気分はライダー（ラジオ関西）
- わいわいワイド（東海ラジオ）

コマーシャル
- デイリースポーツ
- 太陽引越しセンター
- JA兵庫